# Progress (Wilfred)
«Progress» (en español «progreso») es el primer episodio perteneciente a la segunda temporada de la serie de televisión cómica Wilfred. Fue estrenado el 21 de junio de 2012 en Estados Unidos por FX y el 4 de noviembre de 2012 en Hispanoamérica, igual por FX. A pesar de ser transmitido como parte de la segunda temporada de Wilfred, la temporada inició oficialmente el 28 de junio de 2012, teniendo este episodio como un especial. En el episodio, Ryan enfrenta las consecuencias de una vida sin Wilfred.

## Cita del comienzo
"El descontento es la primera necesidad del progreso."
Thomas Edison

## Argumento
El episodio comienza con un Ryan distraído con un fondo negro, después se da cuenta de que está en una mesa junto con otras personas, un hombre le pregunta si estará listo para el jueves, él sin saber contestaba que quizás, una mujer le da un papel diciendo "levántate". Ryan le cuenta sobre ese sueño a un Doctor, Ryan está en una institución de salud mental . El Doctor decide acompañar a Ryan cuando se reencuentre con Jenna y Wilfred después de cuatro meses sin verlos, Ryan se sorprende al ver a Wilfred en sillas de ruedas. Jenna le menciona que ella y Drew terminaron su compromiso al saber que ella no estaba embarazada. En un paseo con Wilfred, él decide confesarle a Ryan porque él es el único que puede oírlo y verlo. Ryan no acepta. Wilfred dice que ese lugar no es para él, Ryan simplemente lo ignora y se marcha. Ryan le cuenta al Dr. Eddy acerca de su encuentro con Jenna. Al momento de entregarle su medicamento, Ryan se da cuenta de que es el doble de lo que normalmente le dan, finge que las ingiere, pero cuando el Dr. Eddy se marcha Ryan las escupe.
Ryan vuelve a tener el mismo sueño. Esta ocasión está con la misma mujer que le dio el papel, haciendo un informe. Ryan poco a poco comienza a alterarse y trata de escapar de la habitación. Al despertarse trata de salir de su habitación, pero descubre que está encerrado. Por la mañana, Ryan y Wilfred dan otro paseo. Ryan admite que el lugar es un poco raro, por eso Wilfred lo trata de convencer de que huyan, así podrían llegar a tiempo al concierto de My Morning Jacket, Wilfred por casualidad tiene dos boletos, pero descubre que una es para oso. Ryan se enoja al saber que Wilfred quiere abusar de su confianza de nuevo. Aunque Wilfred ha estado todo el tiempo desde que regresó en una silla de ruedas eléctricas, Ryan piensa que es otra razón para manipularlo, por esa razón, Ryan estimula a Wilfred a que valla detrás de un Frisbee, pero al intentarlo se cae al piso sin poder estar de pie, aun así, Ryan piensa que sigue actuando y por tal razón utiliza un cigarro encendido para quemar uno de sus pies, al ver esto, el Dr. Eddy y Jenna lo detienen, y Ryan es llevado por la seguridad a su habitación. Más tarde el Dr. Eddy lo visita y le avisa que se le aplicará una terapia más agresiva, una terapia electroconvulsiva. Él no acepta el hecho de que será tratado así y prefiere ir a casa, pero al no poder hacer nada al respecto, es obligado a tomar la terapia.
Mientras Ryan está siendo preparado, el Dr. Eddy lo convence de que es lo mejor para él. El dr. comienza a repetir la frase "no es tu culpa", Ryan reconoce la frase, al recordar que es de la película Good Will Hunting se da cuenta de que es en realidad Robin Williams, al decir eso, el Dr. pide sedante, pero uno de los asistentes seda al otro y utiliza en desfibrilador en el Dr. para luego marcharse del lugar. ambos suben a una camioneta a las afueras de la institución, Ryan confundido pregunta quién es, él se quita la máscara y revela que es Wilfred. Ryan entiende entonces que todo eso ha sido un sueño y todo lo de la oficina es la vida real. Wilfred le pide que vaya al sótano y lea su testamento. Teniendo a Oso en el volante, la camioneta se impacta con una muralla lo que hace que Ryan despierte en medio de una junta. Él se marcha y observa detenidamente el lugar donde trabaja, rápidamente se dirige hacia su casa, donde encuentra a Jenna y Drew. Ryan al dirigirse de nuevo al sótano vuelve a encontrar el armario (tal y como pasó al final de Identity). Pero él quita todo y rompe la pared del armario descubriendo al sótano justo debajo. Al ver el testamento encuentra solamente hojas blancas. Al final encuentra una hoja diciendo "Sigue cavando".

## Recepción

### Audiencia
"Progress" fue visto por 0.9 millones de personas, marcando un 0.4 en el grupo demográfico 18-49.

### Recepción crítica
Rowan Kaiser de The A.V Club dio al episodio un "B+" diciendo: "Aparte de las cuestiones narrativas del episodio mismo, yo también creo que fue en general de una calidad superior a la primera temporada. Si bien considero que esos problemas narrativos en retrospectiva, no me detengo en ellos mientras veo, como yo tendía a en el pasado. Esta vez, yo estaba más impresionado con la creciente audacia del episodio. Ryan reconociendo la frase "No es tu culpa" y diciendo "Espere. Eso es de Good Will Hunting. ¡Eres Robin Williams!" no es intrínsecamente divertido. Pero me reí de todos modos, porque era tan impresionantemente sorprendente. Para un espectáculo que se ha ido por un año y volver con un episodio tan extraño toma un poco de confianza, pero para hacer esto tan bien se necesita habilidad y la artesanía. Tengo muchas ganas de ver donde llegará Wilfred esta temporada".